# Kajang
Kajang là thành phố ở bang Selangor, Malaysia. Thành phố Kajang có diện tích ki lô mét vuông, dân số thời điểm năm 2010 là 448.243 người.
Đây là thành phố đông dân thứ 13 Malaysia theo dân số.